# Левенець Мотрона Іванівна
Мотрона Іванівна Левенець (15 липня 1920, село Клименки, тепер Вейделєвського району Бєлгородської області, Російська Федерація — 1997) — українська радянська діячка, свинарка колгоспу «Новоолександрівський» Троїцького району Луганської області. Депутат Верховної Ради СРСР 7-го скликання.

## Життєпис
Народилася в селянській родині. Освіта початкова.
З 1935 року — колгоспниця колгоспів «9 января» і «Новый путь» Вейделєвського району Курської (тепер — Бєлгородської) області РРФСР.
З 1948 року — свинарка колгоспу «Новоолександрівський» села Новоолександрівка Троїцького району Ворошиловградської (Луганської) області. Ударник комуністичної праці. У 1965 році одержала від кожної з 16 закріплених свиноматок по 23 поросят.
Потім — на пенсії в смт. Троїцьке Луганської області.

## Нагороди
- орден Леніна (1966)
- медалі